# Broskiglar
Broskiglar (Glossiphoniidae) är en familj iglar där bland annat fyrögd broskigel (Hemiclepsis marginata) återfinns.

## Släkten
- Desserobdella
- Glossiphonia
- Hemiclepsis
- Placobdella
- Torix
- Actinobdella
- Alboglossiphonia
- Gloiobdella
- Haementeria
- Helobdella
- Marvinmeyeria
- Oligobdella
- Theromyzon
- Batracobdella
- Boreobdella